# Робак Олександр Ремович
Олександр Ремович Робак (нар. 28 грудня 1973, Златоуст, Челябінська область) — російський актор театру і кіно, кінорежисер і кінопродюсер.

## Біографія
Олександр Робак народився 28 грудня 1973 року в Златоусті в родині Рема Олександровича Робака, інженера-металурга, який «все своє життя варив сталь на комбінаті», і Раїси Лукинівни — викладача технікуму з підготовки сталеварів. Дід з бабусею родом з Верхньої Пишми. Старша сестра Світлана — випускниця МІСІС. З дитинства головними захопленнями Олександра були гітара та театральна студія при Будинку піонерів.
В 16 років поїхав у Москву з метою вступити в театральне училище, але ніде не пройшов за конкурсом. Дізнавшись про прийом в Ярославський театральний інститут, виїхав в Ярославль і вступив на курс режисера і художнього керівника Театру імені Волкова Володимира Воронцова. По закінченні інституту в 1994 році повернувся до Москви і був прийнятий Андрієм Гончаровим в трупу Московського академічного театру ім. Вл. Маяковського, яку покинув через сім років після смерті режисера.
У кіно знімається з 1998 року. Дебютував у картині «День повного місяця» Карена Шахназарова. Наступною роботою став епізод у «Брата 2» Олексія Балабанова. Зіграв головні ролі у фільмах «Снігова людина» (реж. Костянтин Чармадов), «Будинок на Озерній» (реж. Серік Апрімов), «Переможець» (реж. Альгіс Арлаускас), «Грецький горішок» (реж. Стас Іванов), «В Кейптаунському порту» (реж. Олександр Велединський). Також виконав головну роль у сатиричному серіалі «Домашній арешт» Семена Слєпакова — на думку режисера Микити Михалкова, кращого кінотвору 2018 року.
У 2000 році спільно з Максимом Лагашкіним створив кінокомпанію «Сінемафор» і став продюсувати фільми і телесеріали, в яких брав участь як актора. Серед його робіт — «Порода» (2002), «Російське» (2004), «Хіромант» (2005), «Зухвалі дні» (2007), «Котовський» (2010), «Золото Глорії» (2012), «Грецький горішок» (2018). У 2007 році в якості режисера зняв фільм «Кімната втрачених іграшок».
Лауреат народної премії «Світле минуле» Фонду Олега Мітяєва.
Фігурант бази даних центру «Миротворець» (участь у зйомках фільму «Пальміра» в окупованому РФ Криму, 2020).

## Особисте життя
Був одружений з однокурсницею по Ярославському інституту, від неї має сина Арсенія (нар. 1994) — актора, випускника Школи-студії МХАТ.
Середній син — Платон (нар. 2004), знімався в «Єралаші», брав участь у передачі «МастерШеф» на СТС. Молодший син — Степан (нар. 2014).
У даний момент одружений з Ольгою Робак, що має медичну освіту.

## Театральні роботи
1. 1997 — Том Стоппард (пер. Йосип Бродський) «Розенкранц і Гільденстерн мертві» (реж. Ар'є) — «Слуга»
2. 1997 — «Іван-царевич» — «Іван»
3. 1997 — «Пригоди Буратіно» (реж. Іоффе) — «Карабас»
4. 1997 — Олександр Володін «Ящірка» (реж. Лазарєв) — «Володін»
5. 1997 — Вільям Шекспір «Як вам це сподобається» (реж. А. Гончаров) — «Олівер»
6. 1998 — Дейл Вассерман, Джон Деріон «Людина з Ламанчі» (реж. Сокіл) — «Ватажок»

## Фільмографія

### Актор
1. 1998 — День повного місяця —  Серьога
2. 1999 — Любити по-російськи-3: Губернатор —  мафіозі на теплоході
3. 1999 — Будемо знайомі!
4. 1999 — Д.Д.Д. Досьє детектива Дубровського —  охоронець видавництва «Меркурій»
5. 1999 — Чек —  охоронець
6. 2000 — Брат 2 —  чоловік біля джипа, який читає вірш
7. 2000 — ДМБ-002 —  прапорщик Серьога
8. 2001 — Кордон. Тайговий роман —  попутчик в поїзді
9. 2001 — Сміттяр —  провінційний бандит
10. 2001 — Громадянин начальник —  оперативник Гриша
11. 2001 — Курортний роман — ур Антоша, охоронець
12. 2001 — Новорічні пригоди —  Колян
13. 2002 — Закон —  Халаїмов
14. 2002 — Каменська 2 —  сержант Сергій
15. 2002 — Життя забавами повне —  охоронець
16. 2002 — Порода —  Льоша
17. 2003 — Як би не так —  Насос
18. 2003 — Ділянка —  Володька Стасов
19. 2003 — Вокзал —  Фаломеев
20. 2003 — Медовий місяць —  Вадим
21. 2004 — Даже не думай 2: Тінь незалежності —  Бичко
22. 2004 — Російське —  Аваз
23. 2004 — Чудеса в Решетові —  вчитель фізкультури
24. 2005 — Убойная сила-6 —  Антон Чібісов
25. 2005 — Єсенін —  Іван Приблудний
26. 2005 — Лебединий рай —  Іван «Крюк»
27. 2005 — Хіромант —  Станіслав
28. 2006 — Ненаситні —  дядько
29. 2006 — Живий —  Славік
30. 2006 — Зачарована дільниця —  Володька Стасов
31. 2007 — Диверсант. Кінець війни —  Шавирін
32. 2007 — Кімната загублених іграшок —  Андрій
33. 2007 — Кохання-зітхання —  бандит Вова
34. 2007 — Зухвалі дні —  полковник Мороз
35. 2007 — Відрив —  товстун
36. 2007 — Іронія долі. Продовження —  міліціонер високий
37. 2007 — Фото моєї дівчини —  Паша, масажист
38. 2008 — На шляху. Будинок надії —  слідчий Олексій Налімов
39. 2008 — Річка-море —  боцман Головацький
40. 2008 — Ніхто не знає про секс 2 —  спонсор
41. 2009 — Снігова людина —  Петро
42. 2009 — Синдром Фенікса —  майор міліції
43. 2009 — Будинок на Озерній —  Степан Дедюхін
44. 2009 — Знайда —  дізнавач
45. 2009 — Сніг на голову —  Гриша
46. 2009 — Хіромант-2 —  Станіслав
47. 2009 — Другі —  «Пан»
48. 2009 — Переможець —  Григорій Ромашкін
49. 2010 — Я не я —  продюсер Борзевскій
50. 2010 — Кандагар —  Марк
51. 2010 — Любов під прикриттям —  Аркадій, чоловік Тетяни
52. 2010 —  «Алібі» на двох —  Олексій Єгоров, оперуповноважений карного розшуку
53. 2010 — Викрутаси —  Боцман
54. 2010 — Слон і моська —  Андрій
55. 2011 — Інтерни —  лікар Сергій Антонов
56. 2011 — Ялинки 2 —  Коровін, напарник Снєгірьова
57. 2011 — Острів непотрібних людей —  Савелій Тимофійович
58. 2012 — Велика ржака —  Шурик Бичков
59. 2012 — Золото Глорії —  Малюк Джим
60. 2012 — Зі мною ось що відбувається —  Олександр, батько Олени
61. 2012 — Степові діти —  власник магазину Фадєєв
62. 2012 — Однолюби —  Петро Олегович Яхонтов
63. 2013 — Все буде добре —  Захар
64. 2013 — Ялинки 3 —  Коровін
65. 2013 — Міські шпигуни —  Григорій Майстренко
66. 2013 — Рівняння любові —  Аркадій
67. 2013 — Географ глобус пропив —  Максим Будкін
68. 2013 — Департамент —  Валерій Немчин, генерал-лейтенант
69. 2013 — Алмаз в шоколаді —  Аркадій Радунський
70. 2013 — Шулер —  Сергій Миколайович Мамаєв, начальник Одеського УВС, полковник міліції
71. 2014 — Лінія Марти —  Максим Ігорович
72. 2014 — Вовче сонце —  Стефан Ганський — «Мамонт», контрабандист
73. 2014 — Чужий серед своїх —  Павло Комаров
74. 2014 — Гірко! 2 —  Вітька Коровай
75. 2014 — С чего начинается Родина —  Юрій Іванович Карпенко, підполковник, начальник відділу Другого головного управління КДБ СРСР
76. 2015 — Кінець прекрасної епохи —  Гриша
77. 2015 — Батьківщина —  Льоша
78. 2015 — Про любов —  поліцейський
79. 2015 — Життя тільки починається —  Валик
80. 2016 — Дах світу —  Валерій Вовчанський
81. 2016 — Чемпіони: Швидше. Вище. Сильніше —  Геннадій Турецький, тренер Олександра Попова
82. 2016 — Солодке життя —  Володимир Андрійович Орлов
83. 2016 — Стурбовані, або Любов зла —  мисливець
84. 2016 — Життя після життя —  Хорьков
85. 2017 — Ялинки 5 —  Коровін
86. 2017 — Живий —  Євген Дмитрович Урманов («Урмас»), кримінальний бізнесмен
87. 2017 — Смертельний номер —  Андрій Бєлов
88. 2017 — У Кейптаунському порту
89. 2018 — Прощатися Не будемо —  Віктор
90. 2018 — Подорож до центру душі —  Скульський, батько Рити
91. 2018 — Провідник —  привид Вася
92. 2018 — Вій 2. Таємниця Печатки дракона —  боцман
93. 2018 — Домашній арешт —  Іван Самсонов
94. 2018 — Волоський горіх —  дядько Толя
95. 2018 — Ялинки останні —  Коровін
96. 2018 — Коханки — продюсер
97. 2019 — Мертве озеро
98. 2019 — Жуки —  вахтовик Саньок (10 серія)
99. 2019 — Епідемія —  Леонід Кубасов
100. 2019 — Шторм —  Сергій Михайлович Градов, старший слідчий антикорупційного відділу Слідчого комітету
101. 2020 — Політ —  Андрій Іванович батько Насті та Гліба, генеральний директор будівельної компанії
102. 2021 — Пробудження — Іван Андрійович Пушкін

### Режисер
1. 2007 — Кімната втрачених іграшок

### Продюсер
1. 2001 — Общага
2. 2004 — Медовий місяць
3. 2004 — Порода
4. 2004 — Російське
5. 2005 — Хіромант
6. 2006 — Кімната втрачених іграшок
7. 2006 — Ненаситні
8. 2007 — Річка-море
9. 2007 — Зухвалі дні
10. 2008 — Танець горностая
11. 2008 — Управа
12. 2008 — Чужий у будинку
13. 2010 — Котовський